# بينيت أومالو
بينيت إيفيكاندو أومالو (بالإنجليزية: Bennet Omalu)‏ (وُلد في الثلاثين من شهر سبمتبر عام 1968) هو طبيب نيجيري وعالم أمراض شرعي وعالم أمراض عصبية، وهو أول من اكتشف ونشر أبحاثًا عن الاعتلال الدماغي الرضخي المزمن لدى لاعبي كرة القدم الأمريكية أثناء عمله طبيبًا شرعيًا في مقاطعة أليني في بيتسبرغ. أصبح لاحقًا كبير الأطباء الشرعيين في مقاطعة سان هواكوين في كاليفورنيا، والآن يعمل بروفيسورًا في جامعة كاليفورنيا في دافيس، ويدرّس في قسم الباثولوجيا الطبية والطب المختبري.

## النشأة
وُلد أومالو في ننوكوا في ولاية أنمبرة الواقعة جنوب شرق نيجيريا في الثلاثين من شهر سبتمبر عام 1968، وكان سادس طفل في العائلة المكونة من 7 أطفال. وُلد أومالو أثناء الحرب الأهلية النيجيرية، ما دفع بعائلته إلى الهرب من منزلهم الواقع في قرية إنوغو أكو الواقعة في جنوب شرق نيجيريا وتقطنها أغلبية من شعب الإغبو. عادت العائلة إلى منزلها بعد مرور عامين على ولادة أومالو. كانت والدته خياطة، بينما كان والده مهندس تعدين مدني وزعيمًا محليًا في إنوغو–أكو. أما كنية العائلة، أومالو، فهي مشتقة من كلمة أونيمالوكوبي، والتي تترجم إلى «من يعرف، يتحدث».

## تعليمه ومسيرة حياته
بدأ أومالو تعليمه الابتدائي عندما كان في الثالثة من عمره، وحصل على قبول في ثانوية إنوغو الحكومية الفيدرالية. درس أومالو في كلية الطب عندما كان في الـ 16 من عمره، وذلك في جامعة نيجيريا، نسوكا. تخرّج أومالو بدرجة بكالوريوس في الطب والجراحة في شهر يونيو عام 1990، ثم أكمل المعاودة السريرية، وتبعها ثلاث سنوات من أعمال الخدمات الاجتماعية، فراح يمارس مهنة الطب في مدينة جوس الواقعة على المرتفعات. أُصيب أومالو بخيبة كبيرة عندما فشل المرشح الرئاسي ماشود أبيولا في الفوز بانتخابات الرئاسة النيجيرية عام 1993، وبدأ يبحث عن فرص للحصول على منح دراسية في الولايات المتحدة. جاء أومالو في البداية إلى سياتل في ولاية واشنطن عام 1994 ليكمل دراسة علم الأوبئة في جامعة واشنطن إثر منحة جامعية حصل عليها. في عام 1995، غادر سياتل واتجه نحو مدينة نيويورك، فالتحق هناك بمركز مستشفى هارليم التابع لجامعة كولومبيا لدراسة برنامجٍ تدريبي في علم الأمراض التشريحي وعلم الأمراض السريري.
قبل أن يصبح أومالو مقيمًا ويكمل البرنامج التدريبي، أكمل برنامجًا آخرًا في الطب الشرعي تحت إشراف المستشار الشرعي الشهير سيريل ويكت في مكتب قاضي التحقيق بالوفيات في مقاطعة أليني في بيتسبرغ. أصبح أومالو مهتمًا بعلم الأمراض العصبية بشكل متزايد وخاص.
يحمل أومالو 7 درجات متقدمة (دراسات ما بعد التخرج) وشهادات البورد، وحصل لاحقًا على منحٍ لدراسة علم الأمراض وعلم الأمراض العصبية من جامعة بيتسبرغ في العامين 2000 و2002 على الترتيب، ودرجة ماجستير في الصحة العامة باختصاص في علم الأوبئة عام 2004 من مدرسة الصحة العامة العليا التابعة لجامعة بيتسبرغ، ودرجة ماجستير إدارة أعمال من مدرسة تيبر للأعمال التابعة لجامعة كارنيغي ميلون عام 2008.
عمل أومالو في منصب كبير الأطباء الشرعيين في مقاطعة سان هواكوين بولاية كاليفورنيا منذ عام 2007 حتى استقالته من المنصب عام 2017، بعدما وجه اتهامًا لشريف المقاطعة مدعيًا تدخله المتكرر في تحقيقات الوفيات لحماية ضباط إنفاذ القانون الذين يقتلون الناس. هناك أيضًا طبيب شرعي مساعد انضم إلى المكتب سعيًا للعمل مع أومالو، لكنه استقال قبل أيامٍ من استقالة الأخير ذاكرًا نفس الأسباب.
يعمل أومالو الآن بروفيسورًا في جامعة كاليفورنيا في دافيس، ويدرّس في قسم علم الأمراض والطب المختبري.

## روابط خارجية
- بينيت أومالو على موقع IMDb (الإنجليزية)
- بينيت أومالو على موقع قاعدة بيانات الفيلم (الإنجليزية)